# Legionella lansingensis
Espèce
Legionella lansingensis est une espèce de bactéries gram-négatives de la famille des Legionellaceae.

## Description
Les Legionella lansingensis sont des bacilles gram-négatifs dont la croissance est possible sur milieu BCYE supplémenté en L-cystéine mais pas en l'absence de cet acide aminé.

## Taxonomie
Le nom correct complet (avec auteur) de ce taxon est Legionella lansingensis Thacker et al. 1994.

### Étymologie
L'étymologie du nom spécifique de L. lansingensis est la suivante : lans.ing.en’sis. N.L. masc./fem. adj. lansingensis, concernant Lansing, Michigan, où cette espèce a été isolée.